# به غرب برو
به غرب برو (به انگلیسی: Go West) محصول سال ۱۹۲۵ میلادی، یک فیلم کمدی وسترن صامت، به کارگردانی و بازی باستر کیتون و گاس لئونارد است.

## داستان
یک جوان ولگرد (باستر کیتون) آخرین دارایی خود را می فروشد و تنها چند خرده‌ریز و یک عکس از مادرش نگه می‌دارد. او که قادر به یافتن شغلی در شهر نیست، به غرب می‌رود و با وجود اینکه هیچ تجربه‌ای ندارد، می‌تواند در یک مزرعه گاو شغل پیدا کند. ...